# Gare de Bantzenheim
Gare de Bantzenheim – stacja kolejowa w miejscowości Bantzenheim, w departamencie Górny Ren, w regionie Grand Est, we Francji. Jest zarządzana przez SNCF i obsługiwana przez pociągi TER Grand Est. 

## Położenie
Znajduje się na linii Müllheim – Mulhouse, na km 14,330 między stacjami Neuenburg i Mulhouse-Ville, na wysokości 223 m n.p.m.

## Linie kolejowe
- Linia Müllheim – Mulhouse
- Linia Neuf-Brisach – Bantzenheim
- Linia Bantzenheim – Haberhaeusen